# Heilinghausen
Heilinghausen ist ein Gemeindeteil des Marktes Regenstauf und eine Gemarkung im Landkreis Regensburg in Bayern. Das Kirchdorf Heilinghausen war bis 1978 Sitz der gleichnamigen Gemeinde.

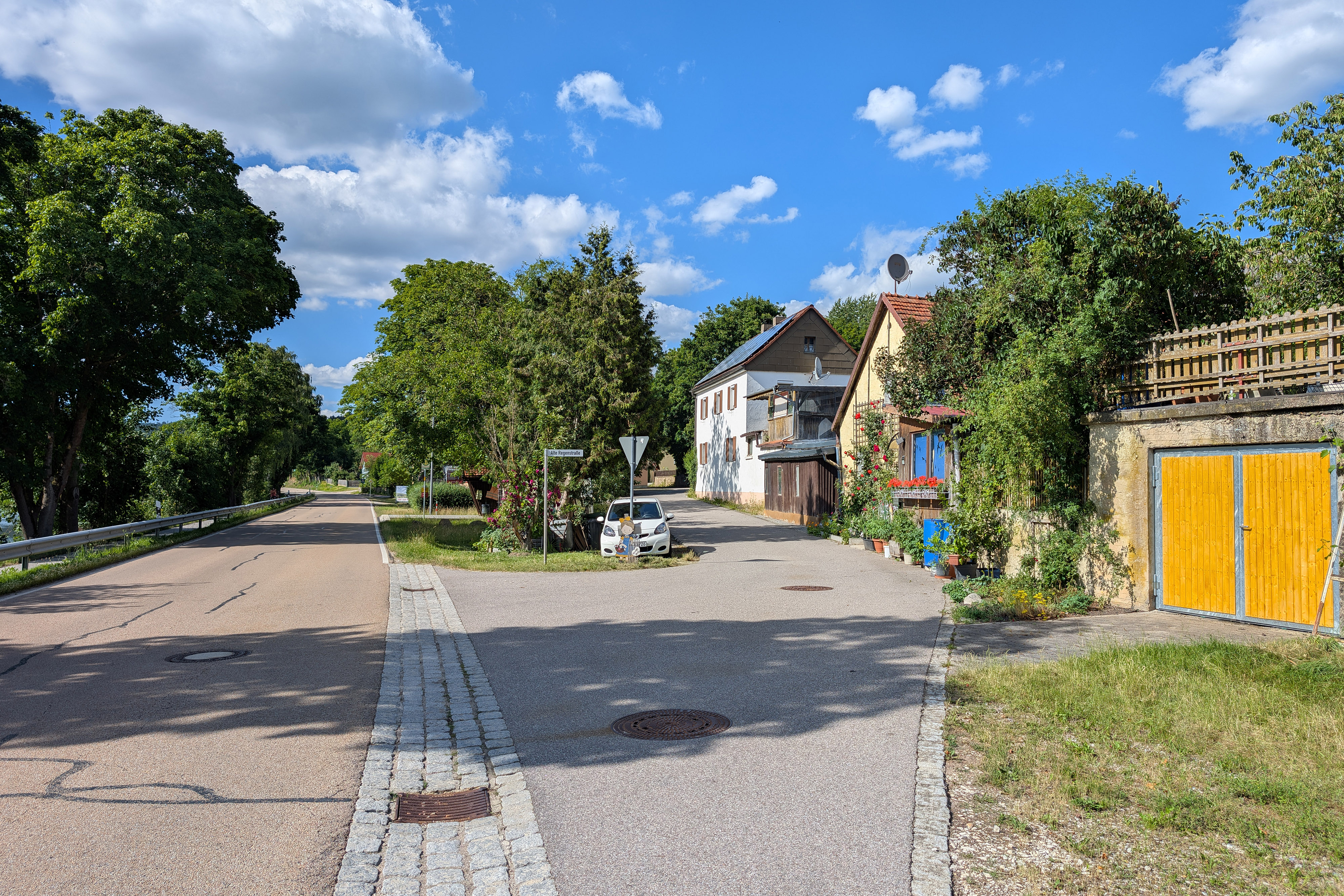
Heilinghausen kurz nach der Ortseinfahrt, links die Staatsstraße 2149

Auf der Gemarkung Heilinghausen liegen Gibacht, Heilinghausen, Hinterberg, Kleinanglhof und Süssenbach.

## Geschichte
Die ehemalige Wallfahrtskirche St. Michael stammt von Anfang des 15. Jahrhunderts. Der Wiederaufbau nach einem Brand 1793 erfolgte durch Martin Widmann. Die Gemeinde Heilinghausen entstand mit dem bayerischen Gemeindeedikt von 1818 und umfasste 1925 die Orte Asing, Heilinghausen, Kleinanglhof, Kreuth und Stadel. 1949 wurden Asing, Kreuth und Stadel ausgegliedert und Gibacht, Hinterberg, Marienthal und Süssenberg in die Gemeinde eingegliedert. Am 1. Januar 1978 wurde die Gemeinde Heilinghausen nach Regenstauf eingemeindet.

## Sehenswürdigkeiten
In der Liste der Baudenkmäler sind für Heilinghausen die Kath. Filialkirche und ehemalige Wallfahrtskirche St. Michael, ein Wohnstallhaus  und ein Gasthaus aufgeführt.